# Oxyuris equi
Oxyuris equi är en rundmaskart som först beskrevs av Schrank 1788.  Oxyuris equi ingår i släktet Oxyuris och familjen Oxyuridae. Arten är reproducerande i Sverige. Inga underarter finns listade i Catalogue of Life.